# وایوآینیو (هاوایی)
وایوآینیو (به انگلیسی: Waiohinu) یک منطقهٔ مسکونی در ایالات متحده آمریکا است که در شهرستان هاوایی، هاوایی واقع شده‌است. وایوآینیو ۳٫۵ کیلومتر مربع مساحت و ۲۱۳ نفر جمعیت دارد و ۳۲۱٫۵۷ متر بالاتر از سطح دریا واقع شده‌است.